# برادران لومیر
برادران لومیر (به فرانسوی: Frères Lumière) به عنوان مخترعان سینما از حِیث تولید تصویر متحرک و پایه‌گذاری نخستین نمایش همگانی در سالن نمایش سینما به شکل امروزی، نخستین کسانی هستند که سینما را به جهان شناساندند. در سال ۱۸۹۵ در گراند کافه واقع در بولوار کاپوسی شهر پاریس آن‌ها دستگاه شگفت‌انگیز خود را به نام «سینماتوگراف» که هم وسیله‌ای برای نمایش فیلم و هم دوربین فیلمبرداری بود به جهانیان عرضه کردند. از آن‌ها چند فیلم کوتاه باقی‌مانده که نه تنها نخستین فیلمهای سینمایی جهان بلکه نخستین فیلم مستند و فیلم کمدی سینما نیز در میان آن‌ها یافت می‌شود.
مشوق اصلی آنان در این راه پدر آن‌ها آنتوان لومیر بود که پسران خود را به ساختن دستگاهی واحد برای ثبت و نمایش تصاویر متحرک تشویق کرد. آنتوان لومیر ایده ساخت دستگاه را در سفری به پاریس و دیدن دستگاه کینتوسکوپ ساخته توماس ادیسون بدست آورده بود. جالب اینجاست که پدر آن‌ها اصلاً به موفقیت نوآوری این دو ایمان نداشت و به ژرژ ملی‌یس که می‌خواست دستگاه آنان را با قیمت هنگفتی بخرد گفته بود: «مردم به زودی از آن خسته خواهند شد.» اما اینچنین نشد و به زودی این اختراع تمامی مردم جهان را به خود جلب کرد و امروزه در مقیاسی وسیع‌تر هنرهای تصویری و رسانه‌های تصویری نقطه‌ای از جهان را بی‌تسلط نگذاشته‌اند.

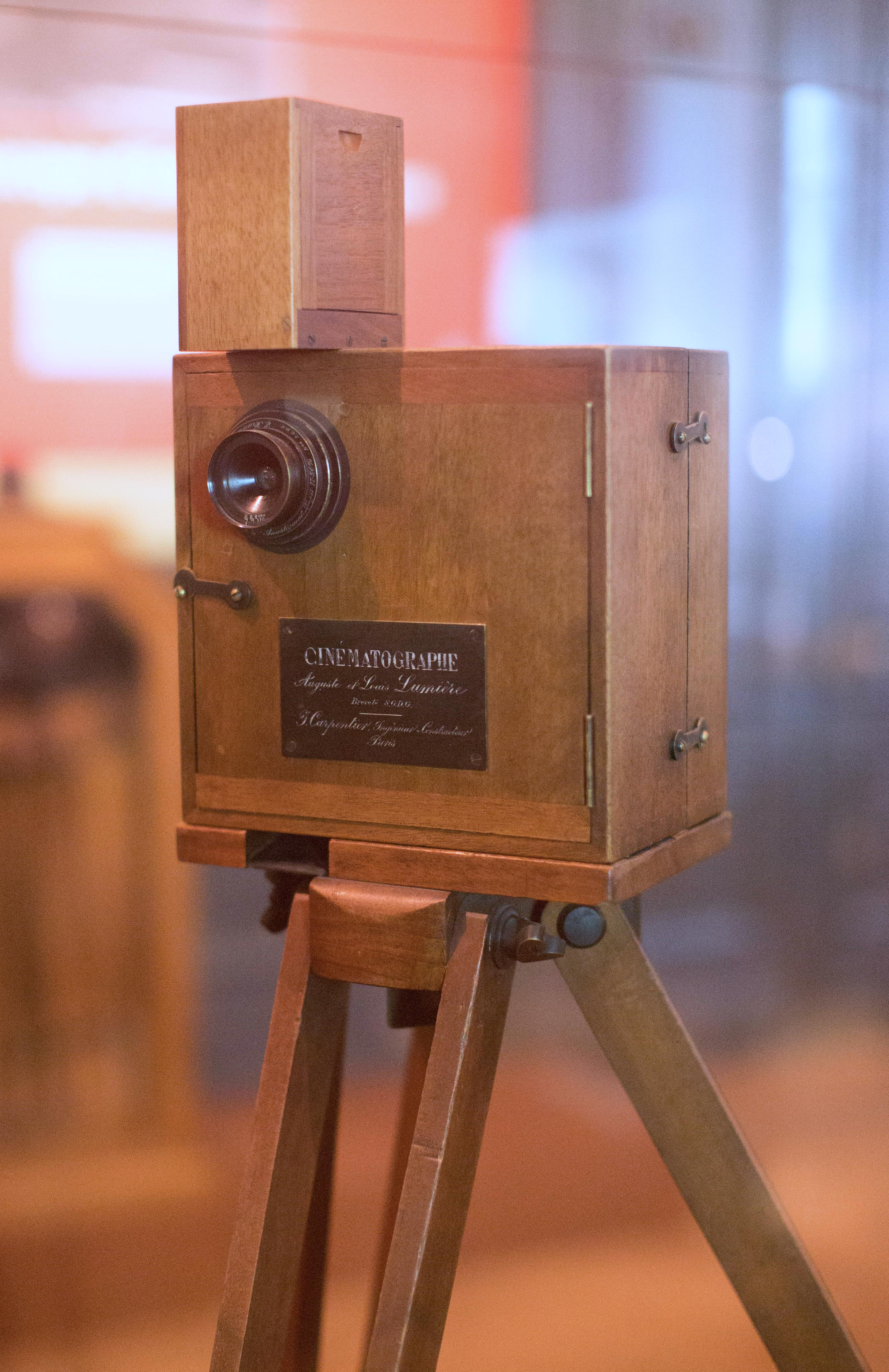
سینماتوگراف برادران لومیر در انستیتو لومیر، فرانسه

## فیلم‌شناسی
- کارگران در حال خروج از کارخانه لومیر (۱۸۹۵): اگرچه از نمایش این فیلم به عنوان تولد رسمی سینما وارد تاریخ شده، اما این «ثبت رسمی» امروز با تردیدهای فراوانی روبرو شده است.[۱]
- ورود لوکوموتیو بخار به ایستگاه لسیوته (۱۸۹۵)
- عصرانه کودک (۱۸۹۵)
- ورق‌بازی (۱۸۹۵)
- بدل‌کاران اسب‌سوار (۱۸۹۵)
- ماهی قرمز (۱۸۹۵)
- نگاره‌هایی از کنگره در لیون (۱۸۹۵)
- آهنگرها (۱۸۹۵)
- آبیار آبیاری می‌شود (۱۸۹۵)
- پرش روی پتو (۱۸۹۵)
- میدان کوردلیه در لیون (۱۸۹۵)
- دریا (۱۸۹۵)
- قایق بندر را ترک می‌کند (۱۸۹۵)
- اغذیه‌فروشی مکانیکی (۱۸۹۵)